# Lista stacji i przystanków kolejowych w Trydencie-Górnej Adydze
To jest lista stacji kolejowych w regionie Trydent-Górna Adyga zarządzanych przez Rete Ferroviaria Italiana, część włoskiego przedsiębiorstwa Ferrovie dello Stato.

## Lista
| Stacja                                       | Miejsce                | Prowincja        | Kategoria |
| -------------------------------------------- | ---------------------- | ---------------- | --------- |
| Ala                                          | Ala                    | Trydent          | Silver    |
| Avio                                         | Avio                   | Trydent          | Bronze    |
| Bolzano/Bozen                                | Bolzano                | Tyrol Południowy | Gold      |
| Bolzano Sud                                  | Bolzano                | Tyrol Południowy | Silver    |
| Borghetto all'Adige                          | Borghetto all'Adige    | Trydent          | Bronze    |
| Borgo Valsugana Centro i Borgo Valsugana Est | Borgo Valsugana        | Trydent          | Silver    |
| Brennero/Brenner                             | Brennero/Brenner       | Tyrol Południowy | Silver    |
| Bressanone/Brixen                            | Bressanone             | Tyrol Południowy | Silver    |
| Bronzolo                                     | Bronzolo               | Tyrol Południowy | Silver    |
| Bruneck                                      | Bruneck                | Tyrol Południowy | Silver    |
| Calceranica                                  | Calceranica            | Trydent          | Bronze    |
| Caldonazzo                                   | Caldonazzo             | Trydent          | Bronze    |
| Campo di Trens                               | Freienfeld             | Tyrol Południowy | Bronze    |
| Casteldarne                                  | Casteldarne            | Tyrol Południowy | Bronze    |
| Chiusa                                       | Klausen                | Tyrol Południowy | Silver    |
| Gossensaß                                    | Gossensaß              | Tyrol Południowy | Bronze    |
| Toblach                                      | Toblach                | Tyrol Południowy | Silver    |
| Egna-Termeno                                 | Neumarkt               | Tyrol Południowy | Silver    |
| Franzensfeste                                | Franzensfeste          | Tyrol Południowy | Silver    |
| Gargazon                                     | Gargazon               | Tyrol Południowy | Bronze    |
| Grigno                                       | Grigno                 | Trydent          | Bronze    |
| Laives                                       | Laives                 | Tyrol Południowy | Silver    |
| Lana-Postal                                  | Lana                   | Tyrol Południowy | Bronze    |
| Lavis                                        | Lavis                  | Trydent          | Bronze    |
| Levico Terme                                 | Levico Terme           | Trydent          | Silver    |
| Magrè-Cortaccia                              | Margreid               | Tyrol Południowy | Bronze    |
| Merano                                       | Merano                 | Tyrol Południowy | Silver    |
| Merano-Maia Bassa                            | Merano                 | Tyrol Południowy | Silver    |
| Mezzocorona                                  | Mezzocorona            | Trydent          | Silver    |
| Welsberg-Gsies                               | Welsberg               | Tyrol Południowy | Silver    |
| Mori                                         | Mori                   | Trydent          | Silver    |
| Ora                                          | Auer                   | Tyrol Południowy | Silver    |
| Pergine                                      | Pergine                | Trydent          | Silver    |
| Sigmundskron                                 | Sigmundskron           | Tyrol Południowy | Bronze    |
| Ponte Gardena-Laion                          | Waidbruck              | Tyrol Południowy | Silver    |
| Povo-Mesiano                                 | Povo                   | Trydent          | Bronze    |
| Rio di Pusteria                              | Rio di Pusteria        | Tyrol Południowy | Bronze    |
| Roncegno Bagni-Marter                        | Roncegno Terme         | Trydent          | Bronze    |
| Rovereto                                     | Rovereto               | Trydent          | Gold      |
| Innichen                                     | Innichen               | Tyrol Południowy | Silver    |
| San Cristoforo al Lago-Ischia                | San Cristoforo al Lago | Trydent          | Bronze    |
| St Lorenzen                                  | St Lorenzen            | Tyrol Południowy | Bronze    |
| Salorno                                      | Salorno                | Tyrol Południowy | Silver    |
| Serravalle all'Adige                         | Serravalle all'Adige   | Trydent          | Bronze    |
| Settequerce                                  | Siebeneich             | Tyrol Południowy | Bronze    |
| Strigno                                      | Strigno                | Trydent          | Bronze    |
| Terlano-Andriano                             | Terlan                 | Tyrol Południowy | Bronze    |
| Tezze di Grigno                              | Tezze                  | Trydent          | Bronze    |
| Trento                                       | Trento                 | Trydent          | Gold      |
| Trento San Bartolameo                        | Trento                 | Trydent          | Bronze    |
| Trento Santa Chiara                          | Trento                 | Trydent          | Bronze    |
| Olang-Antholz                                | Olang                  | Tyrol Południowy | Bronze    |
| Vintl                                        | Vintl                  | Tyrol Południowy | Bronze    |
| Niederdorf                                   | Niederdorf             | Tyrol Południowy | Bronze    |
| Villazzano                                   | Trento                 | Trydent          | Silver    |
| Vilpiano-Nalles                              | Vilpian                | Tyrol Południowy | Bronze    |
| Vipiteno Val di Vizze                        | Sterzing               | Tyrol Południowy | Silver    |